# لودیگ فان برنر
لودیگ فان برنر (به آلمانی: Ludwig von Brenner؛ زادهٔ ۱۹ سپتامبر ۱۸۳۳ – درگذشتهٔ ۹ فوریه ۱۹۰۲) آهنگساز و رهبر موسیقی اهل آلمان بود. در لایپزیگ به دنیا آمد و در هنرستان همین شهر تحصیل کرد. در سال ۱۸۷۲ به آلمان برگشت و رهبری ارکستر سمفونی برلین را بر عهده گرفت. در سال ۱۸۷۶ ارکستر جدید سمفونی برلین را تأسیس کرد.
در سال ۱۸۸۲، وی نخستین رهبر ارکستر فیلارمونیک برلین شد.

## یادداشت
1. ↑  Baker (1919)
2. ↑  Dzapo, Kyle J (1999). Joachim Andersen: A Bio-Bibliography. Westport, CT: Greenwood Press. p. 5. ISBN 0-313-30889-6.